# Eriachneae
Tribu
Les Eriachneae sont une tribu de plantes monocotylédones de la famille des Poaceae, sous-famille des Micrairoideae, originaire des régions tropicales d'Afrique et d'Asie.
Cette petite tribu comprend seulement 2 genres : Eriachne (syn. – Massia) et  Pheidochloa, regroupant 50 espèces.